# Roscoff

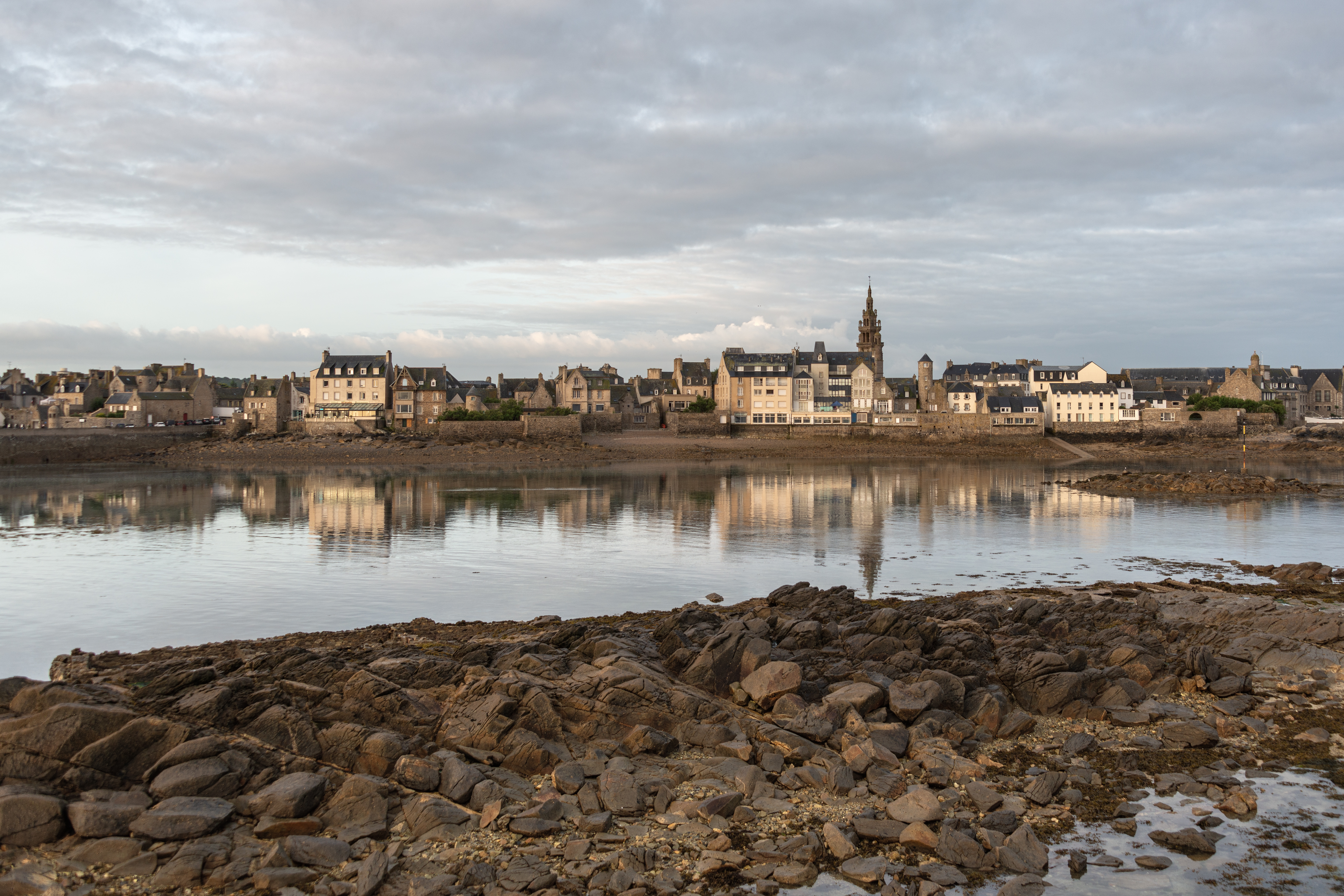
Blick auf Roscoff

Roscoff (bretonisch Rosko) ist eine 3.318 Einwohner (Stand 1. Januar 2022) zählende französische Gemeinde im Département Finistère an der Nordküste der Bretagne. Der Ort verfügt über einen historischen Stadtkern und war im 19. Jahrhundert wegen seines milden Meeresklimas ein erstes Zentrum der Thalassotherapie. Seit den 1970er Jahren ist Roscoff ein wichtiger Fährhafen für Reisende nach Großbritannien, Irland und auf die vorgelagerte Ile de Batz.

## Bevölkerungsentwicklung
| Jahr                       | 1962 | 1968 | 1975 | 1982 | 1990 | 1999 | 2009 | 2017 |
| Einwohner                  | 3528 | 3339 | 3404 | 3581 | 3711 | 3550 | 3621 | 3404 |
| Quellen: Cassini und INSEE |      |      |      |      |      |      |      |      |

## Kultur und Sehenswürdigkeiten

### Bauwerke
- Kirche Notre-Dame-de-Croaz-Batz
- Maria-Stuart-Haus, in dem die fünfjährige Maria Stuart gelebt haben soll

Siehe auch: Liste der Monuments historiques in Roscoff

### Museen
- Station biologique de Roscoff, Meeresinstitut mit einem Aquarium
- Maison des Johnnies

#### Exotischer Botanischer Garten

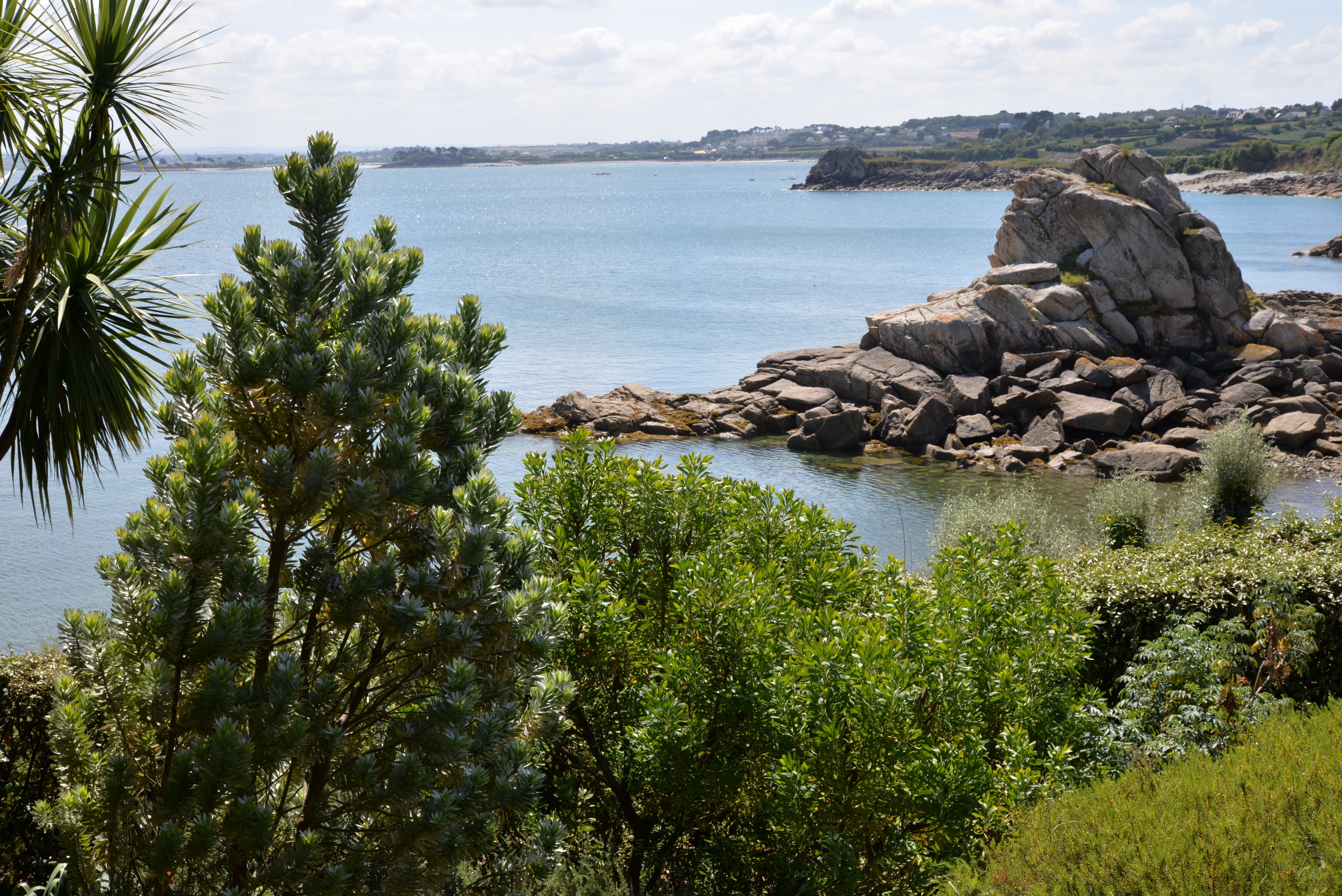
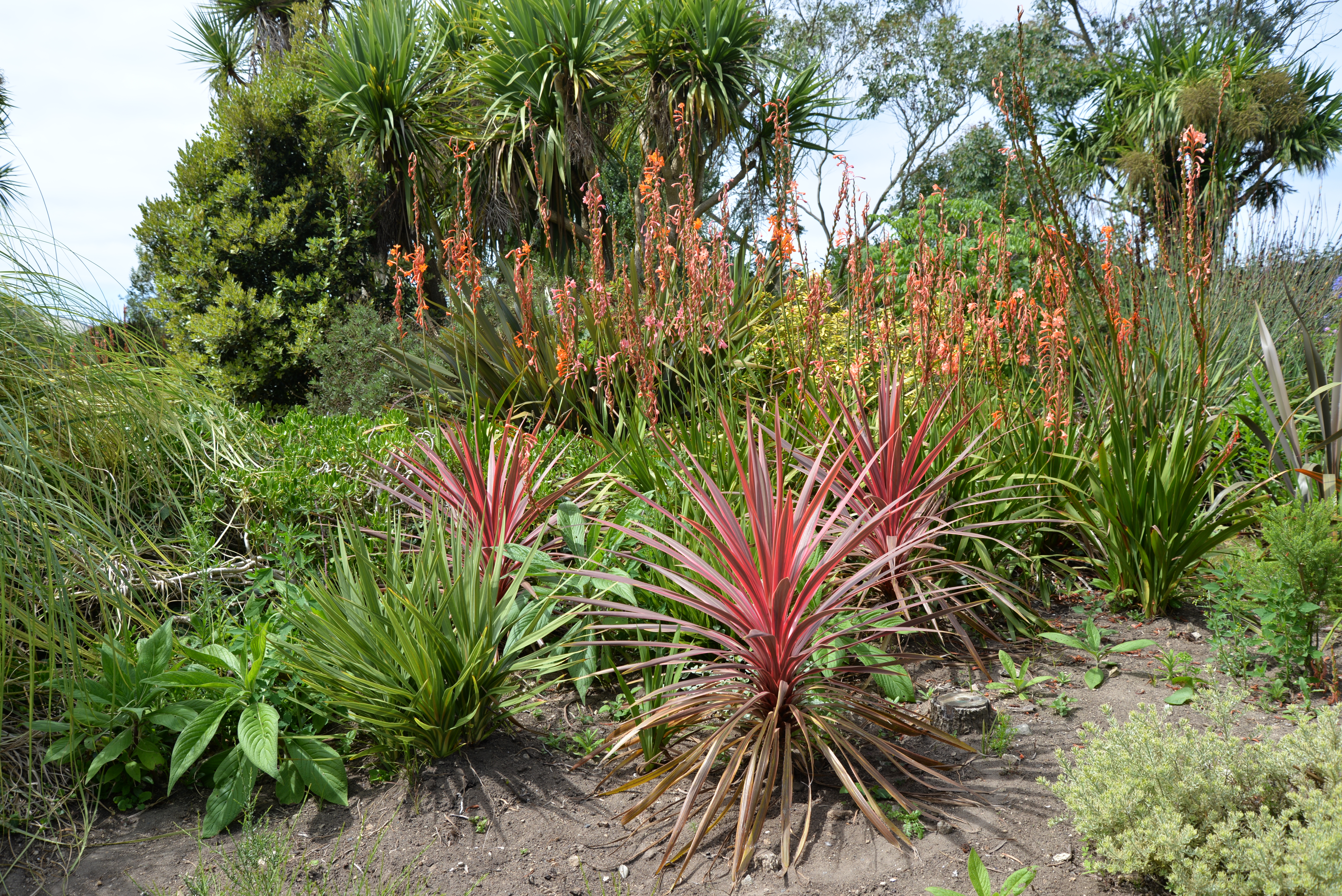
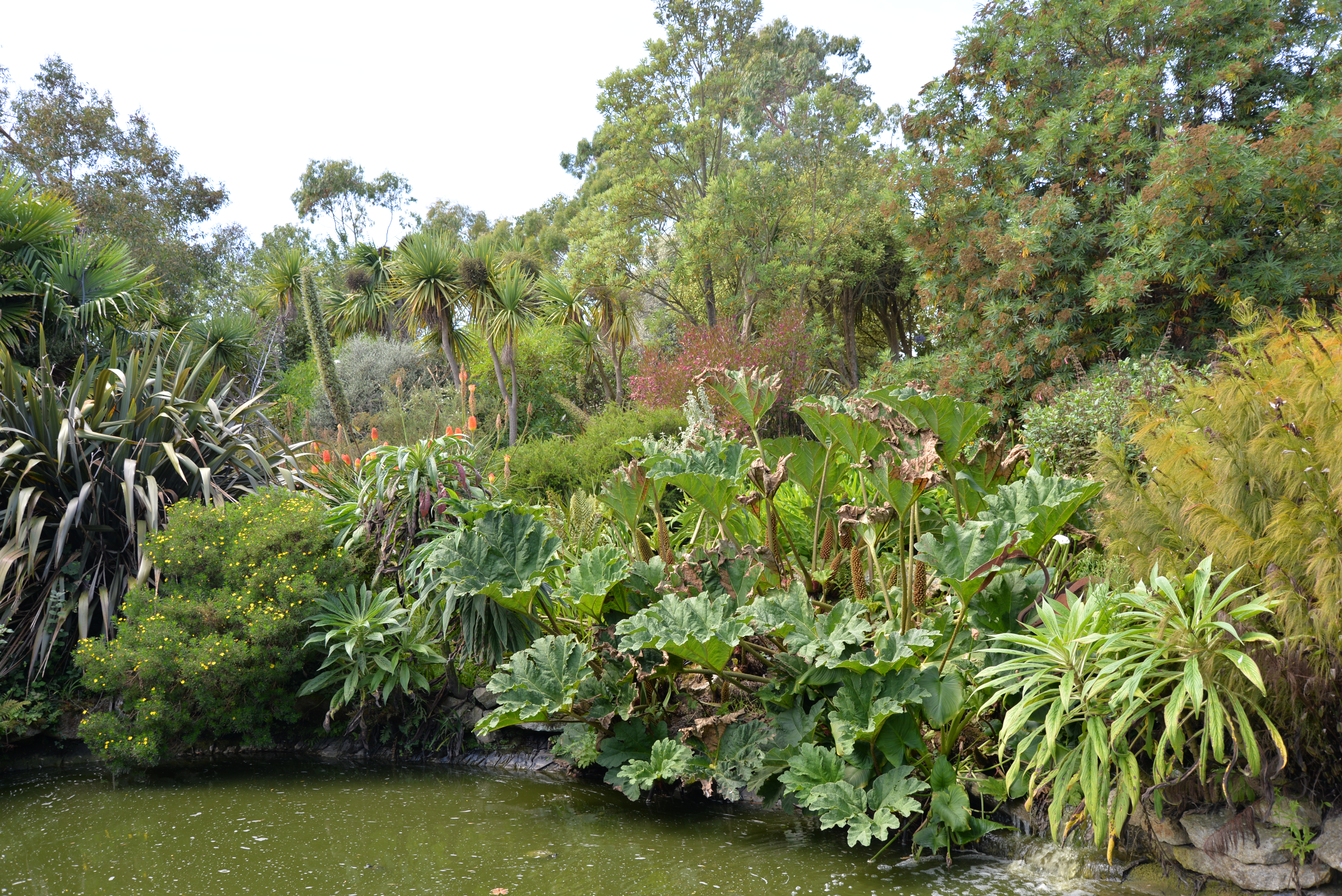
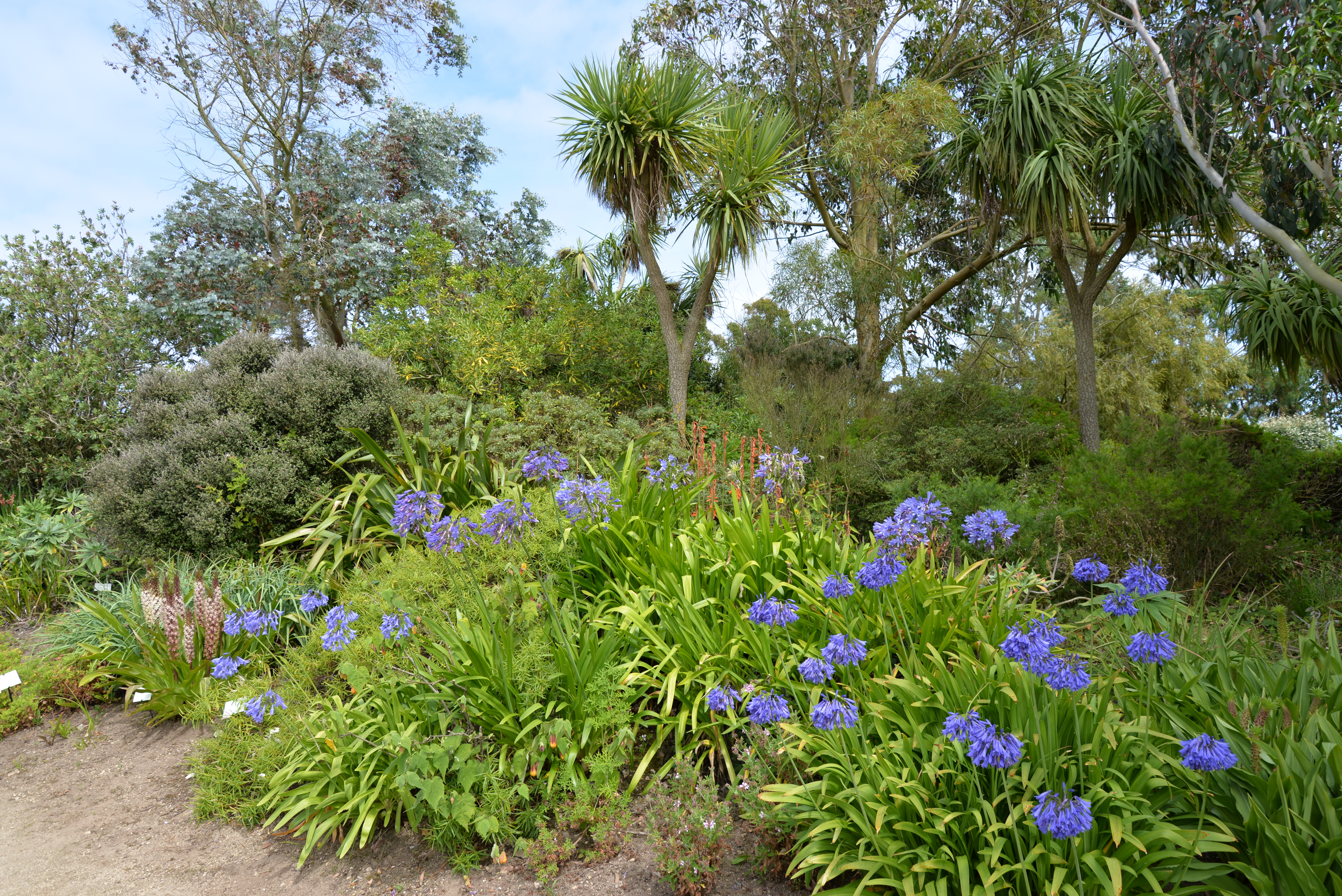
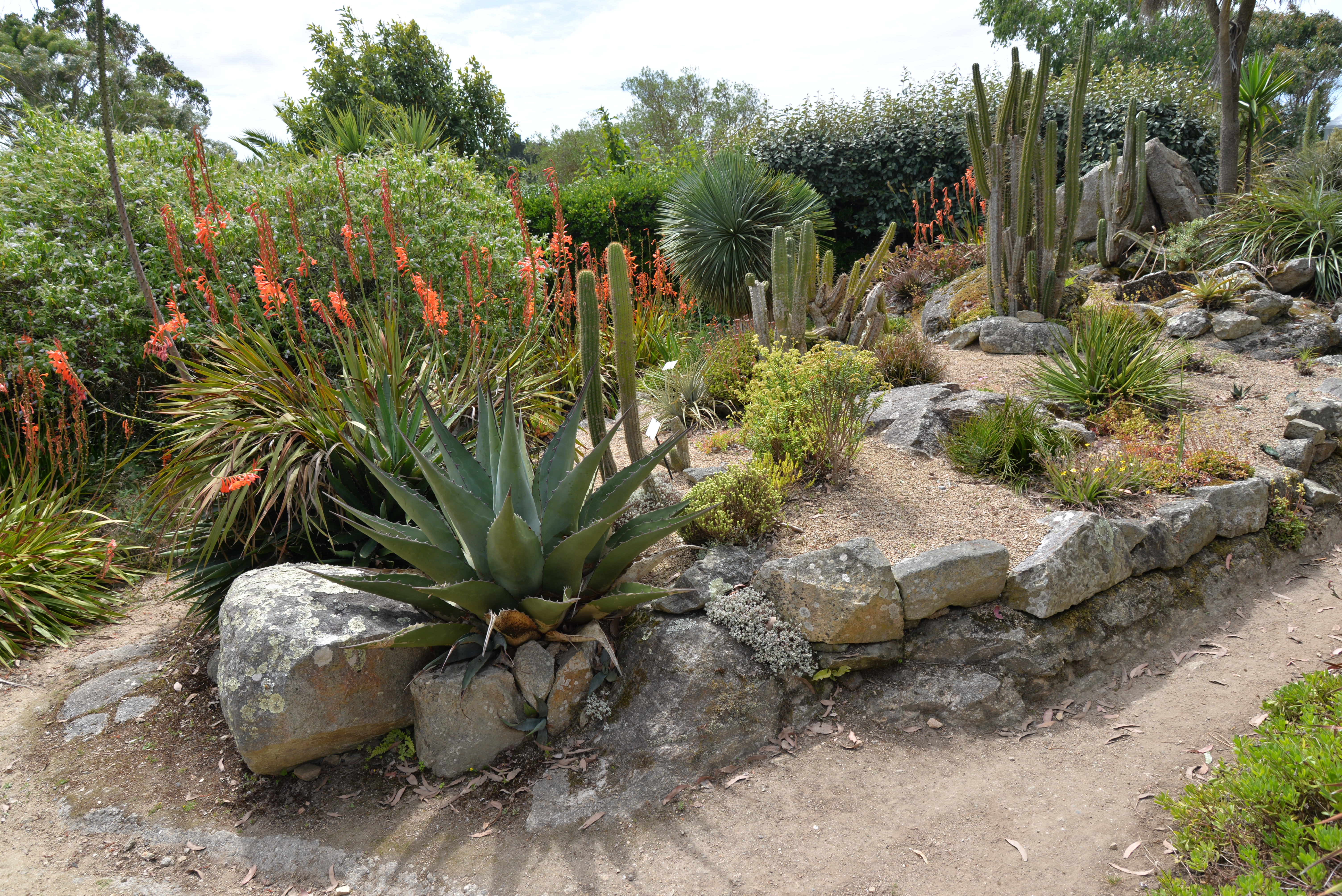
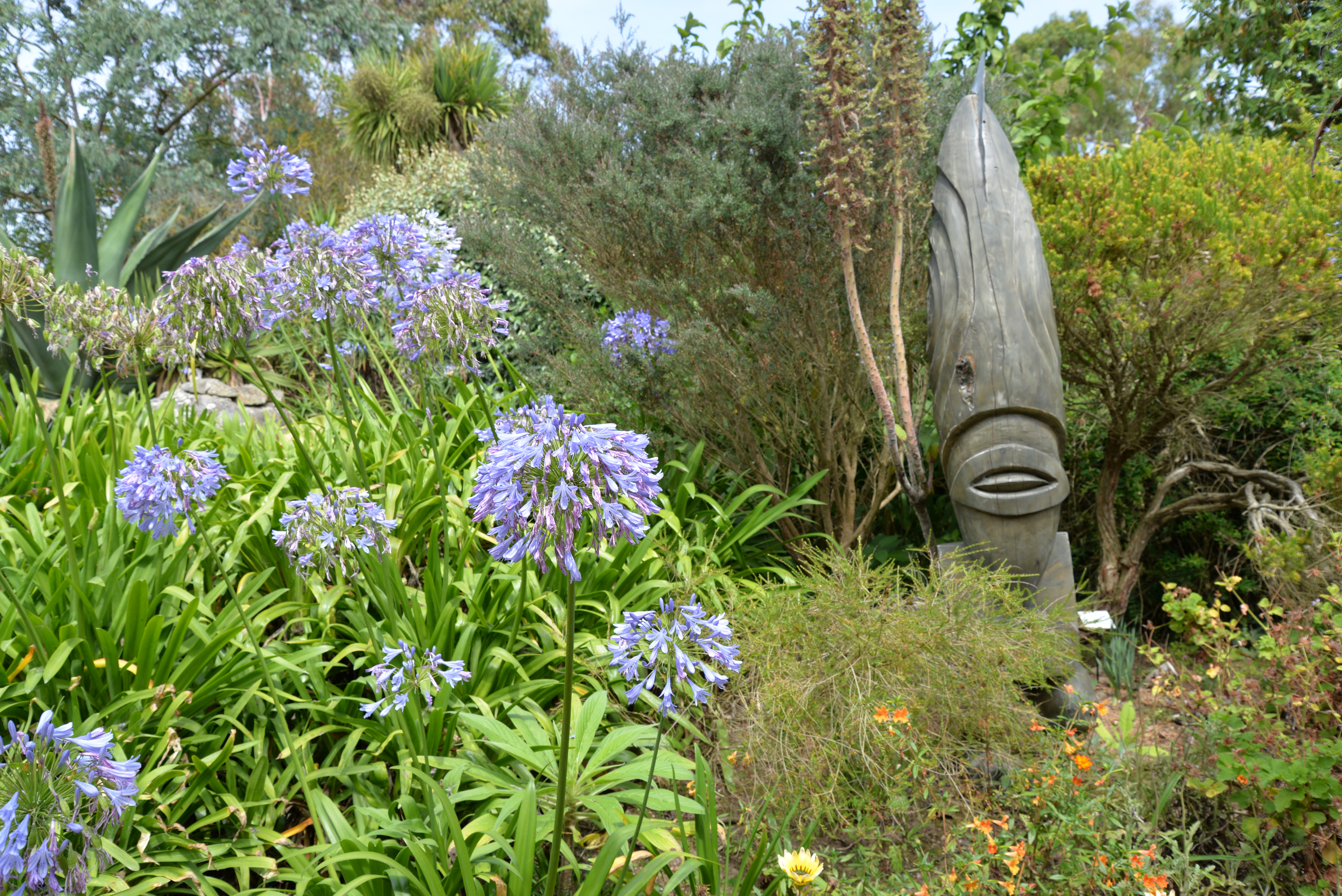
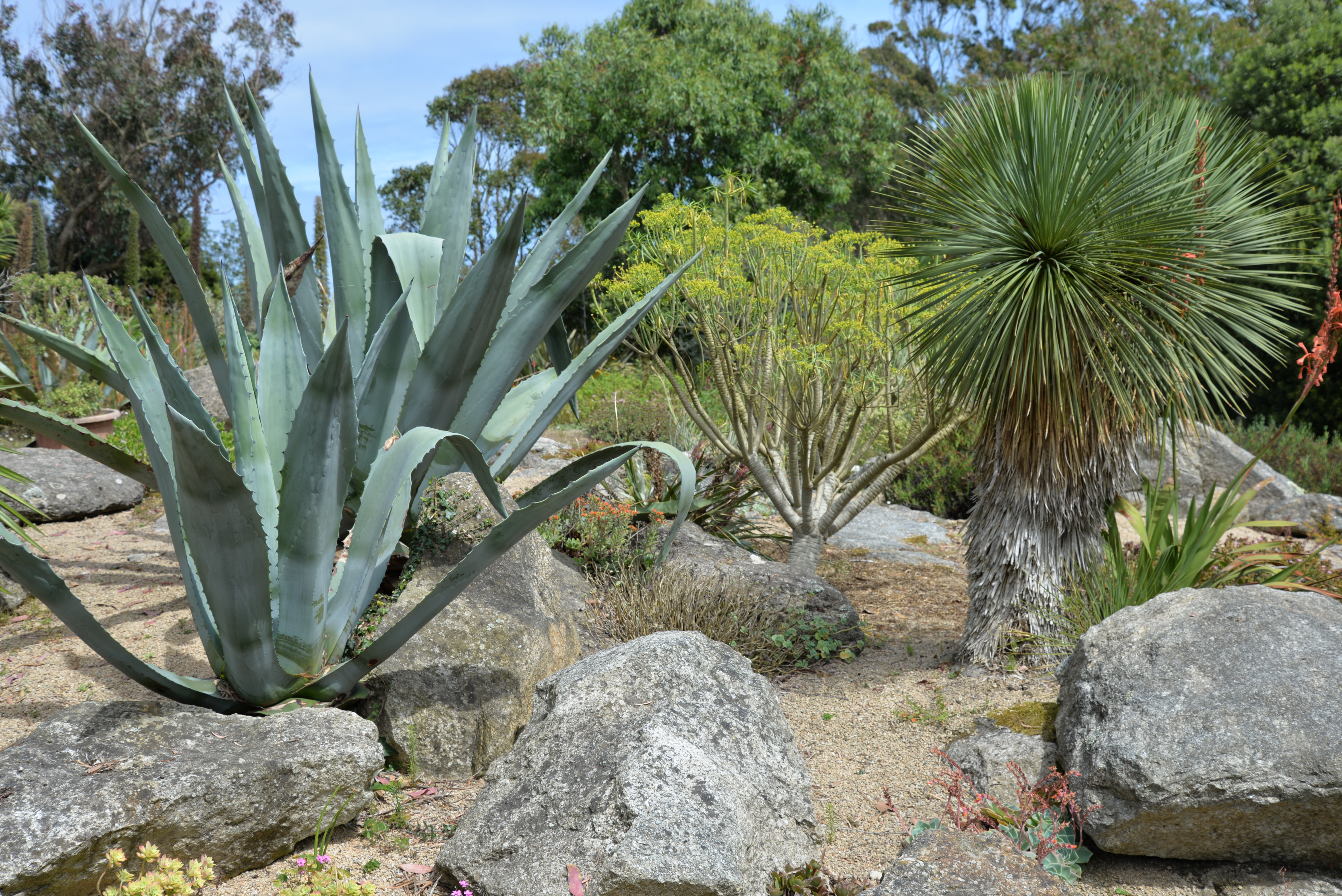
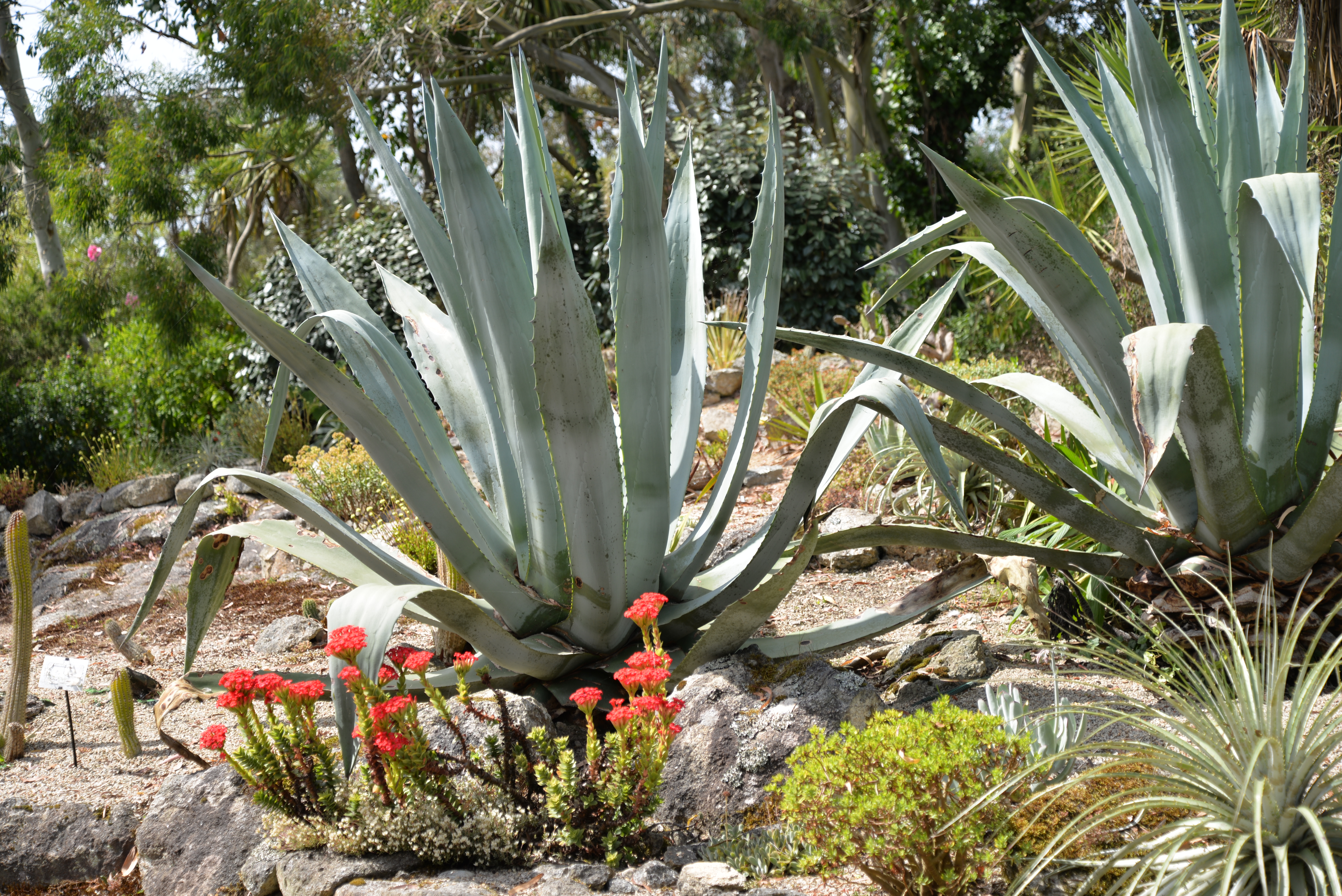

## Wirtschaft und Verkehr

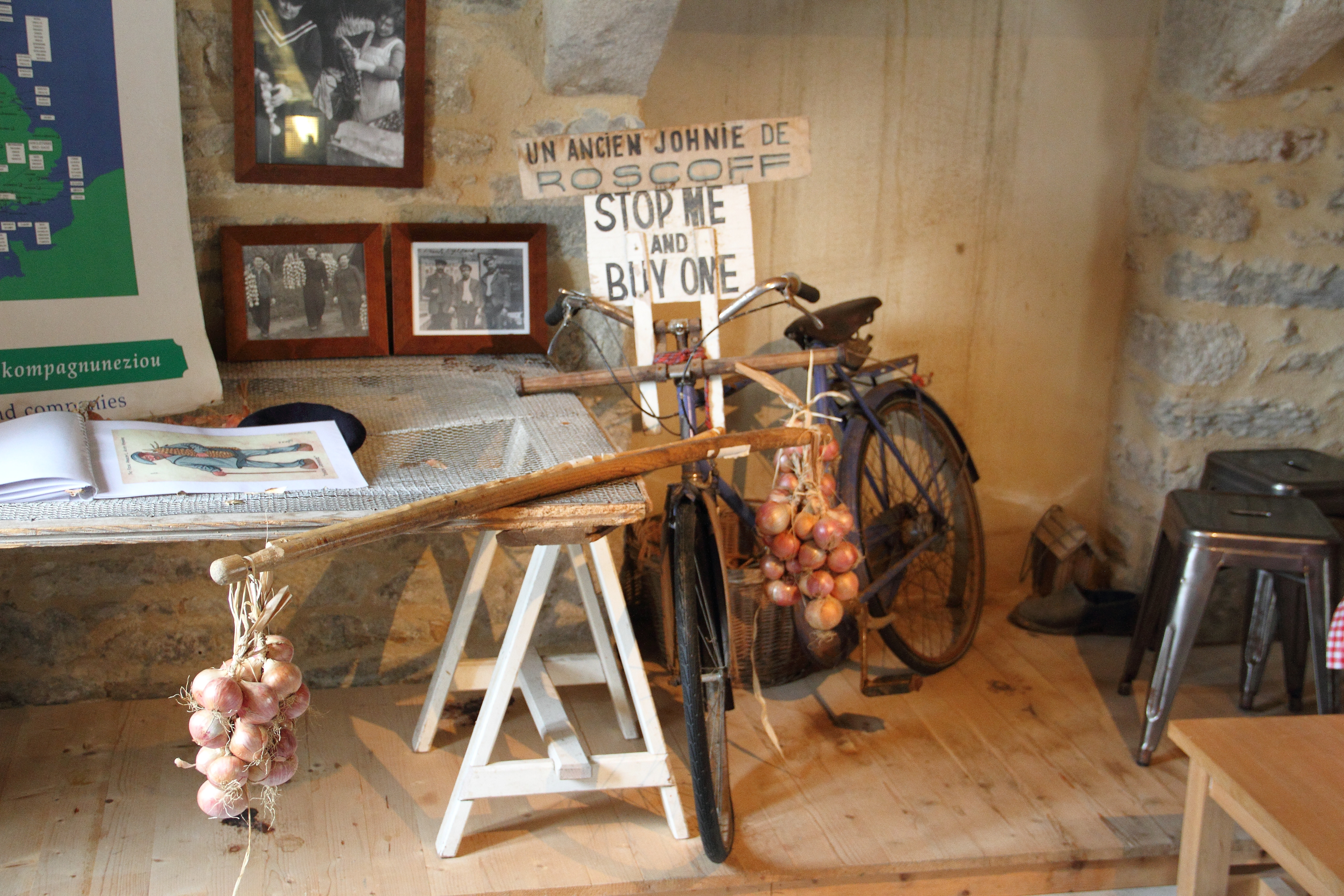
Im Museum Maison des Johnnies

Ein wichtiges landwirtschaftliches Produkt der Region ist eine spezielle Zwiebel. Sie wird traditionell zu Zöpfen geflochten und wurde früher geschätzt als Schiffsproviant. Bauern aus Roscoff vertrieben die Zwiebeln früher als Fliegende Händler in Süd-England. Daher stammt der Spitzname Johnnies für die Zwiebelhändler, denen im kleinen Heimatmuseum Maison des Johnnies gedacht wird. Mit der Weltwirtschaftskrise und spätestens mit dem Zweiten Weltkrieg und der Abwertung des Britischen Pfund ging das Geschäft nach und nach zurück. Erst in den 1980er und 1990er Jahren erfuhr die Roscoff-Zwiebel dann als Spezialität ihre Renaissance. Sie trägt seit 2009 das Gütesiegel Appellation d’Origine Contrôlée und seit 2013 die Herkunftsbezeichnung Appellation d’Origine Protégée.
Der Fischgroßhandel Viviers de Béganton ist ein international bekanntes Handelszentrum für Meeresfrüchte.
Heute ist der Hafen Ziel und Ausgangspunkt für Fähren der Reederei Brittany Ferries über den Ärmelkanal und die Irische See nach Plymouth und Cork. Ebenso erreicht man die nahe gelegene Île de Batz.
Roscoff liegt am westlichen Ende der Radroute EuroVelo 4, die in Kiew beginnt. Gleichzeitig liegt es auf der Radroute EuroVelo 1, die vom Nordkap bis ins portugiesische Sagres führt.
Die Eisenbahnstrecke Morlaix – Roscoff (SNCF-Strecke 447 000) ist nach einem durch Unwetter verursachten Erdrutsch seit dem 3. Juni 2018 betrieblich gesperrt. Seit dem 2. Januar 2019 besteht Schienenersatzverkehr mit Bussen. Ein Wiederaufbau der Strecke ist wegen Finanzierungsproblemen noch unsicher bzw. in der Diskussion.

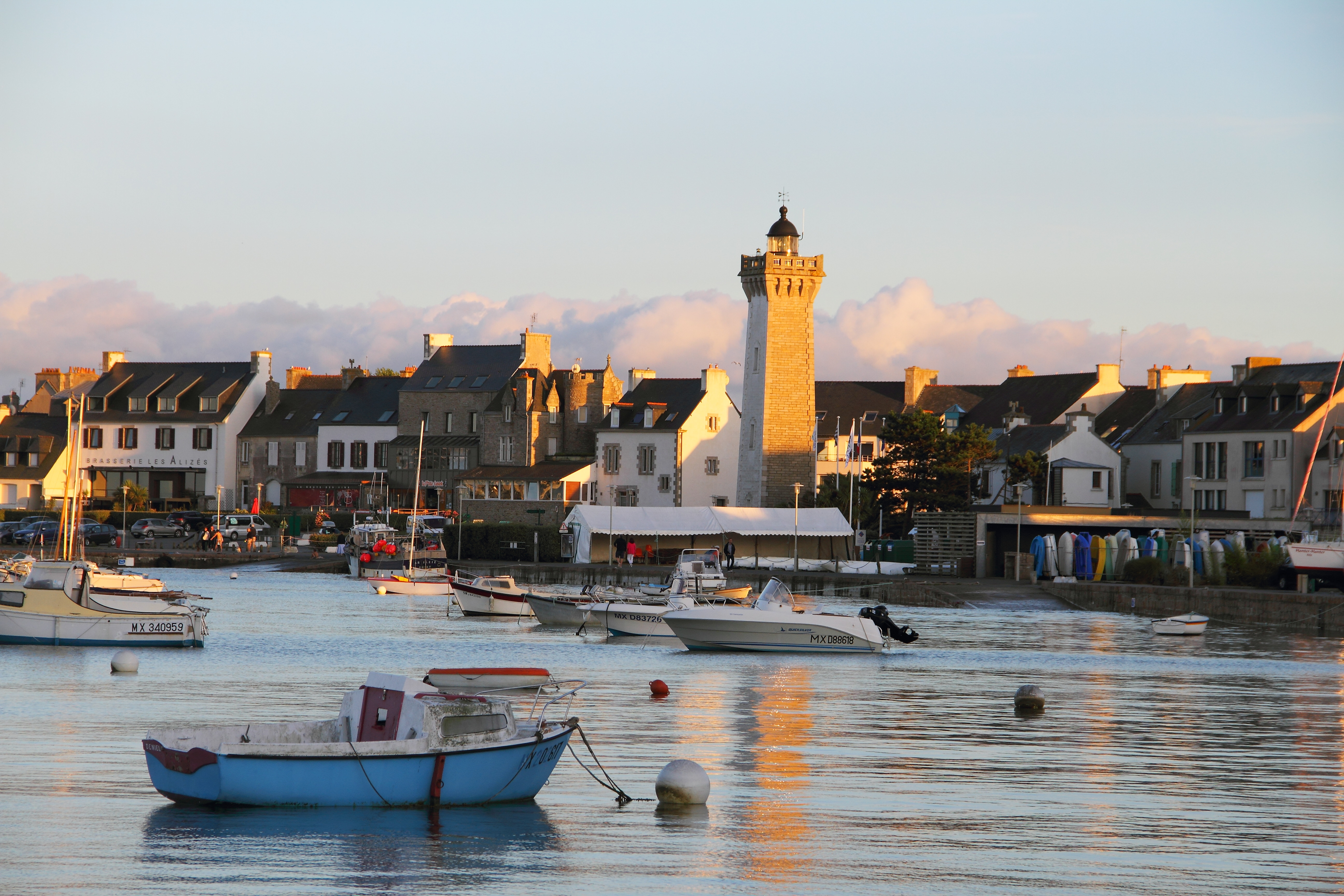
Im alten Leuchtturm ist heute die Touristeninfo untergebracht
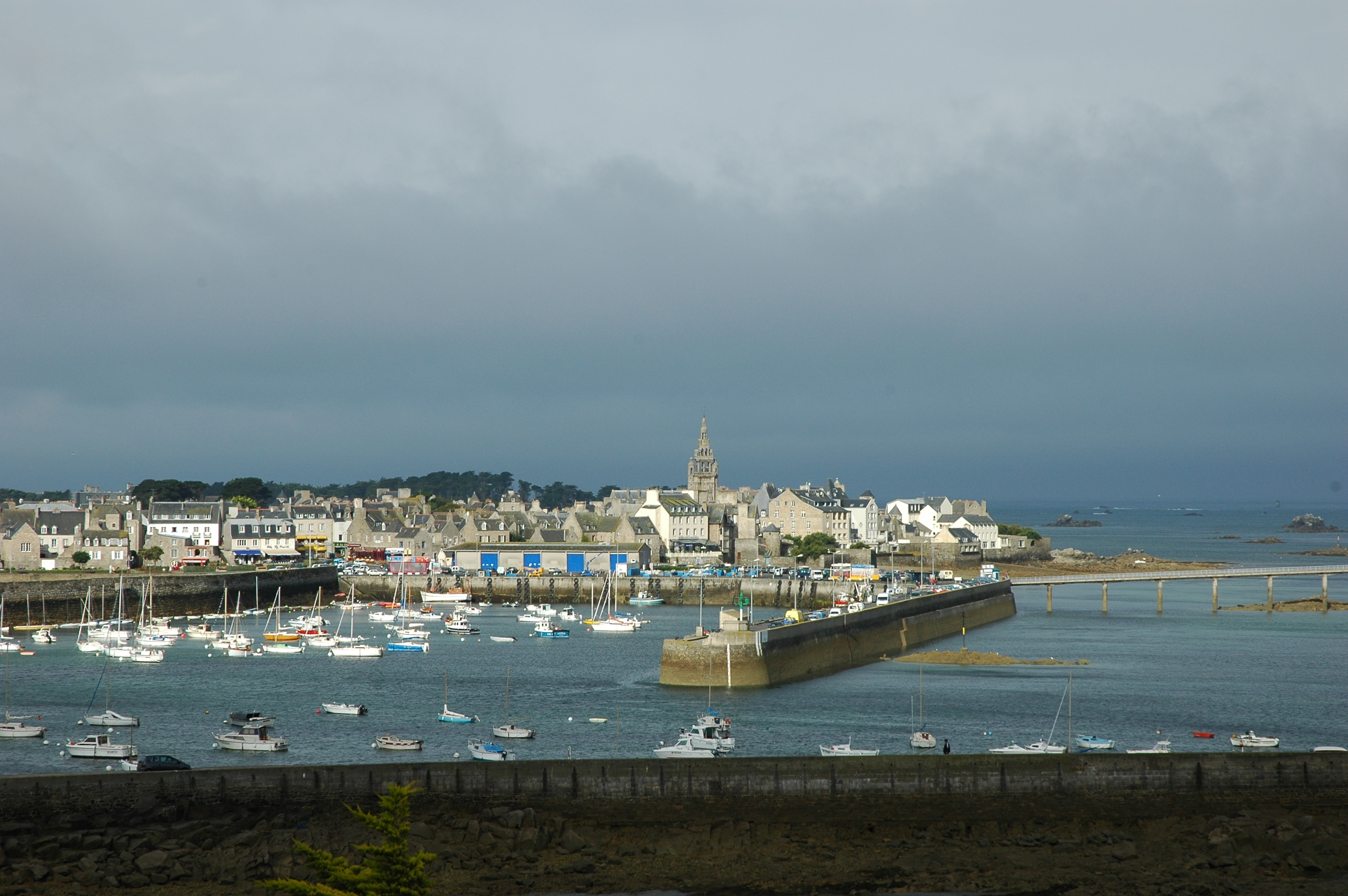
Blick auf Roscoff von der Kapelle Sainte-Barbe
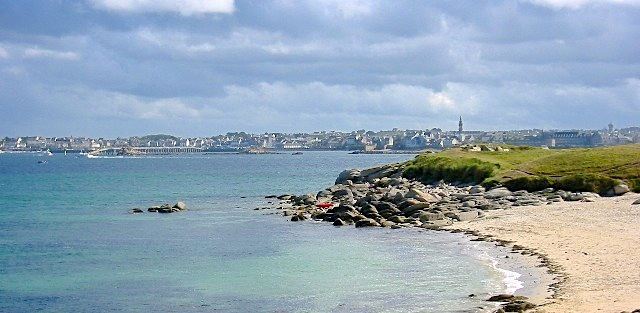
Blick von der Île de Batz nach Roscoff
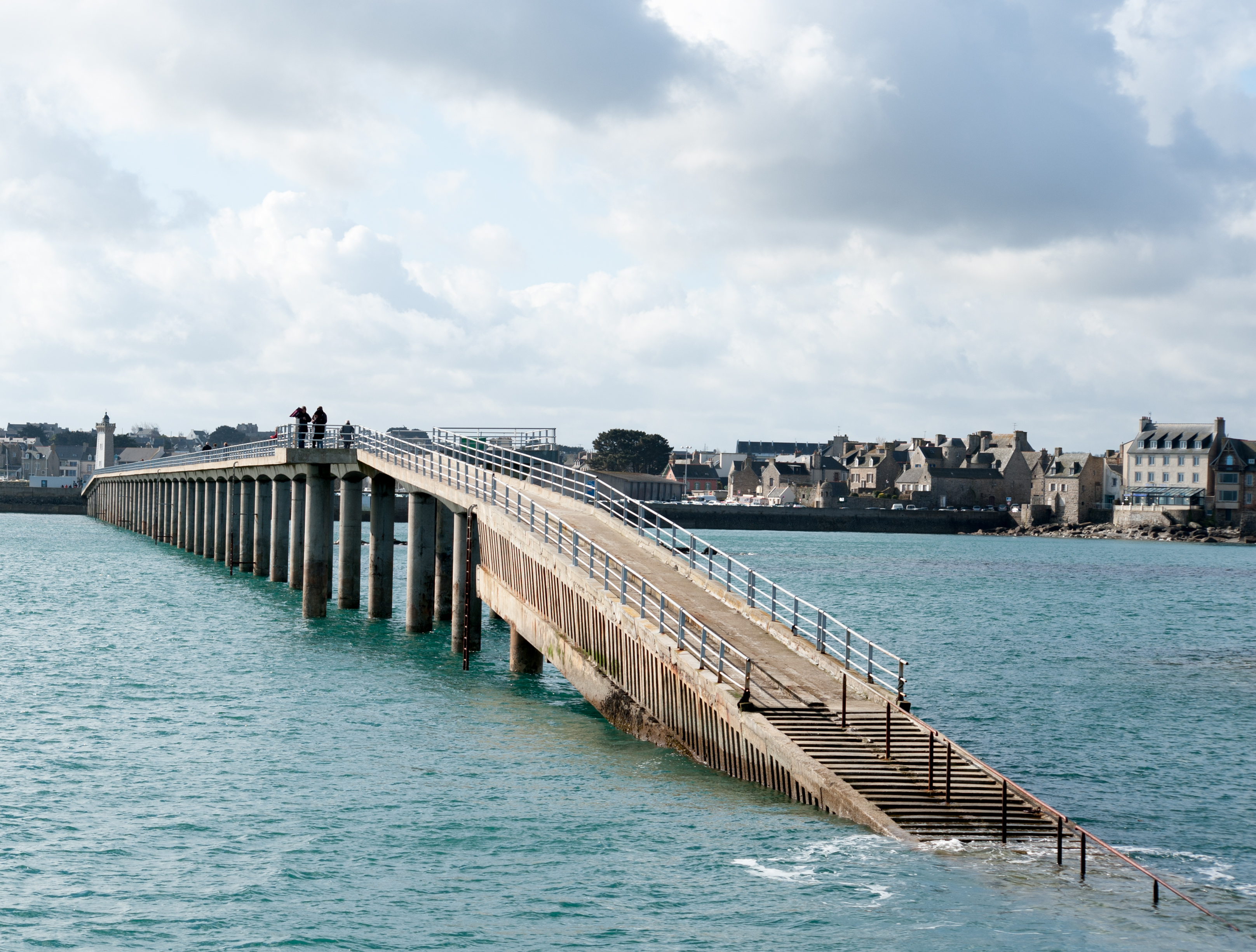
Fähranleger